# Baliza Zeballos
La denominada baliza Zeballos es un pequeño faro o baliza no habitada de la Armada Argentina que se sitúa en la ribera septentrional del canal Beagle, en el extremo más occidental de la margen sur del sector argentino de la isla Grande de Tierra del Fuego, perteneciente al departamento Ushuaia de la provincia de Tierra del Fuego, Antártida e Islas del Atlántico Sur. Su luz característica brinda ayuda a la navegación por ese paso interoceánico. Se encuentra localizada en las coordenadas: 54°53′07″S 68°33′06″O / -54.88528, -68.55167.

## Ubicación geográfica e historia
Ubicación geográfica
La baliza Zeballos es la última señal de ayuda a la navegación del contorno marítimo argentino. Se sitúa en la ribera norte del canal Beagle, enfrentando a la península Dumas de la isla Hoste (chilena), próximo al Hito XXVI, el que representa el extremo sur de los marcos que señalan el límite fronterizo argentino-chileno en la isla Grande fueguina. A diferencia de ese hito, el cual no se encuentra junto a la costa misma, la baliza sí lo está, del mismo modo que un mástil que porta la bandera del país a pocos metros más al oriente de este, el cual fue instalado allí el 24 de noviembre de 1997, fruto de una iniciativa del concejal ushuaiense Hugo Ponzo. Ambos se localizan sobre un pequeño promontorio rocoso de bordes cortados sobre el agua, al que solo es posible acceder desde el mar en bote, o con una embarcación de mayor porte por un único lugar, saltando a un escalón en la roca.
Historia
La construcción de la señal lumínica fue obra de miembros de la Estación de Balizamiento de la Base Naval Ushuaia, siendo el supervisor técnico de su levantamiento el suboficial principal torrero Elbio Jovel Palacios. Se transportó al personal y materiales para poder erigirla in-situ, mediante el A.R.A. "Toba", buque remolcador de puerto perteneciente a la flota de la Armada Argentina.
La base fue construida en hormigón, con cemento, arena gruesa y canto rodado. La torre se formó uniendo varios tramos premoldeados en fibra.
La baliza fue librada al servicio el 24 de noviembre de 1999; se encuentra en funcionamiento, de forma automática. Su mantenimiento es responsabilidad del personal de balizamiento de la Armada Argentina.
Hito relacionado
Muy próximo a la señal lumínica se encuentra el último de los hitos que, de norte a sur, demarca el límite en la isla Grande entre la Argentina y Chile. Es el que posee la numeración "I-XXVI". Se trata de una estructura de hierro de 2,89 m de alto, con forma de pirámide de base triangular. 
Su erección ocurrió el 20 de febrero de 1992, sobre un terreno a una altitud de 70 m s. n. m. Sus coordenadas aproximadas son: 54°53'34"S 68°36'38"O. Marca la frontera entre el sector argentino y la Comuna de Cabo de Hornos, de la provincia de Tierra del Fuego, en la Región de Magallanes y de la Antártica Chilena.
Se encuentra a 2,5 km al sudoeste del anteúltimo, el hito "I-XXV", estructura de hierro de 5,10 m de alto, con forma de pirámide de base cuadrada, creado en terreno en el verano de 1895 en las coordenadas aproximadas: 54°52'22"S 68°35'51"O, a una altitud de 687 m s. n. m., sobre el cerro Mesa Real, la última de las cimas fronterizas antes de llegar al canal Beagle.

## Características y etimología
Características
La baliza se compone de una torre de fibra de vidrio proncocónica, que en su sector medio posee forma cilíndrica. Su patrón cromático se define por 3 franjas horizontales rojas que contienen 2 de color blanco. La altura es de 8,4 metros. Emite una luz cada 0,5 segundos, y la eclipse a 3,5 segundos.
Su luz brinda utilidad a la navegación por enfilación costera que discurre por el canal Beagle, tanto hacia el oeste como hacia el este.
Etimología toponímica
Etimológicamente, el topónimo es un epónimo que refiere al apellido del jurista, político, periodista, catedrático, historiador, etnógrafo, geógrafo, legislador y novelista argentino Estanislao Zeballos, quien además ocupó tres veces el cargo de Ministro de Relaciones Exteriores de su país. Al bautizarla con su apellido el Servicio de Hidrografía Naval quiso rendirle honor por su actuación en la defensa de la soberanía argentina en los territorios australes.